# Merle Randall
Merle Randall (1888 – 1950) è stato un chimico e fisico statunitense noto per i suoi studi sull'energia libera dei composti chimici.

## Biografia
Il chimico fisico statunitense si avvalse della collaborazione di Gilbert Lewis per un periodo di 25 anni e nel 1923 venne pubblicato il testo Thermodynamics and the Free Energy of Chemical Substances (ossia Termodinamica ed Energia Libera delle Sostanze Chimiche), contenente i risultati delle loro ricerche.
Tale volume divenne presto un punto di riferimento nel campo della termodinamica chimica.
Nel 1932, Merle Randall e Mikkel Frandsen autografarono due pubblicazioni di rilievo: ''The Standard Electrode Potential of Iron and the Activity Coefficient of Ferrous Chloride (ovvero Il Potenziale standard di riduzione del Ferro e il Coefficiente di Attività del Cloruro ferroso) e Determination of the Free Energy of Ferrous Hydroxide from Measurements of Electromotive Force (letteralmente Determinazione dell'energia libera dell'idrossido ferroso a partire dalle Misure della Forza elettromotrice).

### Relazioni
Sulla base delle opere di Josiah Willard Gibbs, era noto che le reazioni chimiche procedevano verso un equilibrio, determinato dall'energia libera delle sostanze coinvolte. Utilizzando tali teorie Gilbert Lewis, impiegò 25 anni per determinare i valori dell'energia libera di vari elementi e composti. Nel 1923, insieme a Randall, pubblicò i frutti dei suoi studi, contribuendo in modo significativo alla formalizzazione della termodinamica chimica.
Secondo il termodinamico belga Ilya Prigogine, il testo Thermodynamics and the Free Energy of Chemical Substances, pubblicato nel 1923, portò alla sostituzione del termine affinità con il termine energia libera in gran parte del mondo anglosassone.

## Opere
Altre opere di Randall di chimica fisica sono:
- Studies in Free Energy (Studi sull'Energia libera), 1912
- Elementary Physical Chemistry (Chimica Fisica Elementare), 1942